# Coco de Paimpol
Le Coco de Paimpol est un haricot demi-sec produit à partir d'une variété de haricot commun (Phaseolus vulgaris) de type haricot nain à grain, récolté exclusivement à la main avant pleine maturité et vendu en gousses, devant contenir au moins 3 grains, et commercialisées en légume frais à écosser. L'aire de culture de cette appellation s'étend sur 800 hectares des 85 communes françaises du nord-ouest du département des Côtes-d'Armor autorisées pour sa production, comprenant la côte du Trégor et le nord de la région de Guingamp.

## Qualité protégée
Depuis 1999, grâce à une appellation d'origine protégée (AOP), le Coco de Paimpol AOP bénéficie d'un label de reconnaissance européen officiel de qualité pour ses propriétés organoleptiques liées à son terroir de production et au savoir-faire entretenu par ses producteurs, au nombre de 200 environ devant respecter un cahier des charges exigeant,. L'origine de l'appellation remonte à 1998, année de publication du cahier des charges de l'appellation d'origine contrôlée Coco de Paimpol . Ce haricot devient alors le premier légume frais français à bénéficier de cette appellation de qualité. L'appellation est gérée par le syndicat de défense de l’AOC Coco de Paimpol.

## Historique
Le haricot est cultivé en Bretagne depuis le XVIIIe siècle, mais il faut attendre 1928 pour qu'un marin de la Marine nationale, du nom de Claude le Diaoul, surnommé "Coco le coco" en raison de ses convictions communistes, rapporte d'Argentine des graines de haricots et les sème dans ses terres du Goëlo.
Pendant la Seconde Guerre mondiale, ce haricot permet aux habitants de s’alimenter, alors que la région connaît une grave période de pénurie. Depuis lors, la production s'est étendue au Trégor et au Goëlo, et se stabilise actuellement autour de 6 000 à 9 000 tonnes de gousses par an.
En 1998, le coco de Paimpol est le premier légume frais à avoir obtenu une AOC (Appellation d'origine contrôlée). Cette AOC est ensuite complétée au niveau européen par une AOP (Appellation d'origine protégée), couvrant 85 communes costarmoricaines, soit 1400 hectares de terres.

## Description

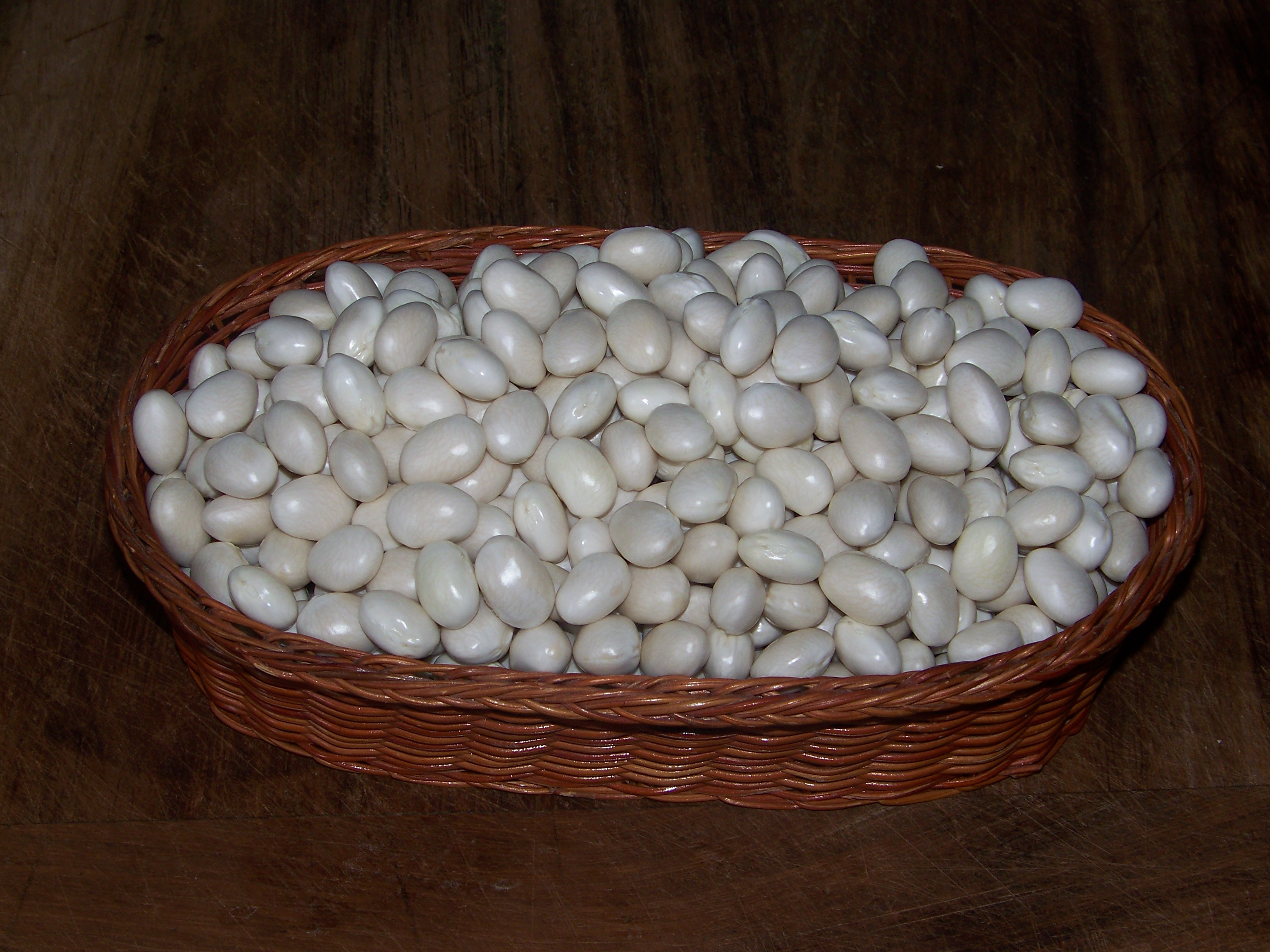
Grains de cocos de Paimpol.

Le coco de Paimpol est un haricot blanc demi-sec à écosser présenté dans sa gousse. Il est facilement reconnaissable à sa robe jaune paille, marbrées de coloration violette de sa gousse, et à son grain blanc unicolore de forme ovoïde, à l'épiderme de très faible épaisseur.
La récolte n'est pas mécanisée, mais effectuée exclusivement à la main, de juillet à fin octobre, avec un pic de production de la fin août au début de septembre et commercialisé de juillet à octobre. La cueillette sollicite des ramasseurs, souvent des travailleurs saisonniers, connus sous le nom de plumeurs. D'un geste, ils arrachent les gousses arrivées au stade demi-sec des pieds de haricot, préalablement arrachés, en éliminant les gousses défectueuses et les impuretés ; ce geste évoque celui du plumage de la poule. Un bon plumeur peut récolter jusqu’à 150 kg de cocos par jour. Les plumeurs sont rémunérés à la tâche, au kilogramme ramassé, et non à l'heure jusqu'en mai 2017 où les syndicats obtiennent un SMIC horaire, équivalent à un volume d'environ 130 kilos ramassés par jour.
En 2019, sa production est de 5 500 tonnes.

## Cuisine

### Qualités nutritives
Riche en fibres alimentaires et vitamine B5, le coco de Paimpol possède aussi de la vitamine B1, du fer et des oligo-éléments. Grâce à sa peau très fine, il ne provoque pas de flatulences.
Le coco est relativement pauvre en glucides (20 %) et riche en protéines (12 %) ; 100 grammes de cocos fournissent environ 150 calories.

### Préparation et cuisson
Le coco de Paimpol est un légume frais et ne nécessite pas de trempage comme pour un légume sec. Sa cuisson est particulièrement rapide donne un produit tendre et fondant au goût caractéristique de nuances florales et fruits secs, à la texture non farineuse et sucrée après cuisson. Malgré tout, le sel est préférablement ajouté 10 minutes avant la fin de cuisson afin d'éviter d'éclater les grains ; avec en tout 40 minutes de cuisson à l'eau ou 30 minutes à la vapeur environ.

### Accompagnement
D'une façon générale, il accompagne très bien les coquillages et le poisson, la tomate et le poivron, les charcuteries corsées et la saucisse.
Par exemple, en version froide ou chaude, il accompagne parfaitement : un cabillaud en cocotte ; apprécié en salade tiède, en gratin à la tomate ; également cuisiné sous forme de dessert avec l'une des recettes les plus célèbres étant le coco aux fraises de Plougastel ; avec aussi l'espuma d'artichaut de Plouzané, le caviar d'andouille de Guéméné et pickles de salicorne, par le chef Simon.